# João Graça
João Pedro Salazar da Graça (nascut el 18 de juny de 1995 a Porto) és un futbolista portuguès que juga al Rio Ave FC com a migcampista.

## Carrera de club
El 10 de novembre de 2013, Graça va debutar professionalment amb el FC Porto B en un partit de Segona Lliga 2013-14 contra l'União Madeira en substitució de Leandro Silva al minut 65.
La UD Oliveirense va anunciar el 25 de gener de 2019 que havia fitxat Graça amb un contracte fins a final de temporada.
El 25 d'agost de 2021, va signar un contracte d'un any amb el Rio Ave.